# Mikita Navumaŭ
Mikita Viktaravič Navumaŭ (in bielorusso Мікіта Віктаравіч Навумаў?; Vicebsk, 15 novembre 1989) è un calciatore bielorusso, difensore del Vicebsk.

## Carriera

### Club
Ha giocato nella massima serie bielorussa ed in quella kazaka.

### Nazionale
Nel 2017 ha esordito in nazionale.

## Statistiche

### Cronologia presenze e reti in nazionale
| Cronologia completa delle presenze e delle reti in nazionale ― Bielorussia | Cronologia completa delle presenze e delle reti in nazionale ― Bielorussia | Cronologia completa delle presenze e delle reti in nazionale ― Bielorussia | Cronologia completa delle presenze e delle reti in nazionale ― Bielorussia | Cronologia completa delle presenze e delle reti in nazionale ― Bielorussia | Cronologia completa delle presenze e delle reti in nazionale ― Bielorussia | Cronologia completa delle presenze e delle reti in nazionale ― Bielorussia | Cronologia completa delle presenze e delle reti in nazionale ― Bielorussia |
| Data                                                                       | Città                                                                      | In casa                                                                    | Risultato                                                                  | Ospiti                                                                     | Competizione                                                               | Reti                                                                       | Note                                                                       |
| -------------------------------------------------------------------------- | -------------------------------------------------------------------------- | -------------------------------------------------------------------------- | -------------------------------------------------------------------------- | -------------------------------------------------------------------------- | -------------------------------------------------------------------------- | -------------------------------------------------------------------------- | -------------------------------------------------------------------------- |
| 9-11-2017                                                                  | Erevan                                                                     | Armenia                                                                    | 4 – 1                                                                      | Bielorussia                                                                | Amichevole                                                                 | -                                                                          | 28’ 82’                                                                    |
| 8-6-2019                                                                   | Barysaŭ                                                                    | Bielorussia                                                                | 0 – 2                                                                      | Germania                                                                   | Qual. Euro 2020                                                            | -                                                                          |                                                                            |
| 11-6-2019                                                                  | Barysaŭ                                                                    | Bielorussia                                                                | 0 – 1                                                                      | Irlanda del Nord                                                           | Qual. Euro 2020                                                            | -                                                                          |                                                                            |
| 6-9-2019                                                                   | Tallinn                                                                    | Estonia                                                                    | 1 – 2                                                                      | Bielorussia                                                                | Qual. Euro 2020                                                            | 1                                                                          | 65’                                                                        |
| 13-10-2019                                                                 | Minsk                                                                      | Bielorussia                                                                | 1 – 2                                                                      | Paesi Bassi                                                                | Qual. Euro 2020                                                            | -                                                                          | 91’                                                                        |
| 16-11-2019                                                                 | Mönchengladbach                                                            | Germania                                                                   | 4 – 0                                                                      | Bielorussia                                                                | Qual. Euro 2020                                                            | -                                                                          |                                                                            |
| 4-9-2020                                                                   | Minsk                                                                      | Bielorussia                                                                | 0 – 2                                                                      | Albania                                                                    | UEFA Nations League 2020-2021 - 1º turno                                   | -                                                                          |                                                                            |
| 7-9-2020                                                                   | Almaty                                                                     | Kazakistan                                                                 | 1 – 2                                                                      | Bielorussia                                                                | UEFA Nations League 2020-2021 - 1º turno                                   | -                                                                          |                                                                            |
| 7-10-2020                                                                  | Tbilisi                                                                    | Georgia                                                                    | 1 – 0                                                                      | Bielorussia                                                                | Qual. Euro 2020                                                            | -                                                                          | 33’                                                                        |
| 14-10-2020                                                                 | Minsk                                                                      | Bielorussia                                                                | 2 – 0                                                                      | Kazakistan                                                                 | UEFA Nations League 2020-2021 - 1º turno                                   | -                                                                          |                                                                            |
| 11-11-2020                                                                 | Ploiești                                                                   | Romania                                                                    | 5 – 3                                                                      | Bielorussia                                                                | Amichevole                                                                 | -                                                                          | 19’ 46’                                                                    |
| 27-3-2021                                                                  | Minsk                                                                      | Bielorussia                                                                | 4 – 2                                                                      | Estonia                                                                    | Qual. Mondiali 2022                                                        | -                                                                          |                                                                            |
| 30-3-2021                                                                  | Lovanio                                                                    | Belgio                                                                     | 8 – 0                                                                      | Bielorussia                                                                | Qual. Mondiali 2022                                                        | -                                                                          |                                                                            |
| 13-11-2021                                                                 | Cardiff                                                                    | Galles                                                                     | 5 – 1                                                                      | Bielorussia                                                                | Qual. Mondiali 2022                                                        | -                                                                          |                                                                            |
| Totale                                                                     |                                                                            | Presenze                                                                   | 14                                                                         |                                                                            | Reti                                                                       | 1                                                                          |                                                                            |